# Sietzing
Sietzing ist ein Ortsteil der Gemeinde Letschin im Landkreis Märkisch-Oderland in Brandenburg. Zur ehemaligen Gemeinde Sietzing zählten noch Klein Neuendorf und Posedin.

## Lage
Sietzing liegt nordwestlich des Gemeindezentrums und damit südlich des Neutrebbiner Gemeindeteils Altbarnim. Östlich liegt der Letschiner Gemeindeteil Posedin, westlich das Gemeindezentrum von Neutrebbin. Die überwiegend landwirtschaftlich genutzten Flächen werden vom Letschiner Hauptgraben entwässert.

## Geschichte und Etymologie
Im Jahr 1731 hatte der Markgraf Karl Friedrich Albrecht von Brandenburg-Schwedt von seinem Vater das Domänengut in Altfriedland geerbt, zu dem auch das Oderbruch gehörte. Um diese Fläche durch Melioration zu besiedeln, ließ er unter anderem im Jahr 1756 auf der Feldmark Kleinbarnim das Kolonistendorf Siezing errichten, das in Anlehnung an seinen Vornamen auch als Carlsfeld bezeichnet wurde. Ein Jahr später wurden insgesamt 28 Einhufner und vier Büdner angesetzt. Diese erschienen in einer Statistik im Jahr 1791 zusammen mit fünf Hausleuten oder Einliegern, die in Summe 32 Feuerstellen (=Haushalte) betrieben. Bereits im Jahr 1761 hatten die Bewohner im Ort eine „Stube zum Gottesdienst“ eingerichtet, die vom Pfarrer aus Friedland genutzt wurde. Die Ansiedlung war erfolgreich, denn auch im Jahr 1801 waren die 28 Ganzbauern, vier Halbbauern und mittlerweile sechs Einliegerstellen besetzt. Es gab zwei Krüge und mittlerweile 34 Feuerstellen. Zwei Jahre später errichteten die Bewohner an Stelle des 1761 erbauten Bethauses eine kleine Fachwerkkirche, die 1883 um einen Turm erweitert wurde. Im Jahr 1840 bestand das Kolonistendorf auf 33 Wohnhäusern. Die Gemarkung war 1860 insgesamt 1103 Morgen (Mg) groß und bestand zu 996 Mg aus Acker, 88 Mg aus Gartenland und 16 Mg Gehöften. Dort standen drei öffentliche, 40 Wohn- und 74 Wirtschaftsgebäude, darunter auch eine Getreidemühle. Ein Anschluss an die Eisenbahn erfolgte im Jahr 1881; die Haltestelle wurde 1994 aufgegeben.
Im Jahr 1900 war der Bestand auf 46 Häuser und 321 Hektar (ha), im Jahr 1931 auf 58 Wohnhäuser bei 382 ha angewachsen. In dieser Zeit kamen im Jahr 1928 Teile des Gutsbezirks Horst und Parzellen aus dem Gutsbezirk Neubarnimer Herrenwiesen – in Summe 27 Hektar – zur Gemeinde hinzu. Ein Jahr später wurden fünf Hektar aus der Gemeinde Wuschewier nach Sietzing umgemeindet. Im Jahr 1939 gab es im Dorf zwei land- und forstwirtschaftliche Betriebe, die zwischen 20 und 100 ha groß waren. Weitere 19 Betriebe waren zwischen 10 und 20 ha, zwei zwischen 5 und 10 ha sowie 18 zwischen 0,5 und 5 ha groß.
Nach dem Zweiten Weltkrieg gründete sich im Jahr 1954 eine LPG Typ I mit sechs Mitgliedern und 43 ha Fläche, die vor 1957 in eine LPG Typ III umgewandelt wurde. Diese bestand im Jahr 1960 mit 17 Mitgliedern und 182 ha Fläche. Außerdem gab es eine LPG Typ I mit 15 Mitgliedern und 139 ha Fläche, die ein Jahr später an die LPG Typ III angeschlossen wurde. Diese wiederum schloss sich im Jahr 1969 an die LPG Typ III Wuschewier an.
Die Eingemeindung nach Letschin erfolgte am 26. Oktober 2003. Die Kirche wurde im Jahr 2020 grundlegend saniert und dient seither als kulturelles Zentrum des Ortes.

## Bevölkerungsentwicklung
| Jahr      | 1791 | 1801 | 1817 | 1840 | 1858 | 1895 | 1925 | 1939 | 1946 | 1964 | 1971 |
| Einwohner | 155  | 231  | 227  | 262  | 313  | 247  | 305  | 263  | 384  | 268  | 255  |

## Kultur und Sehenswürdigkeiten

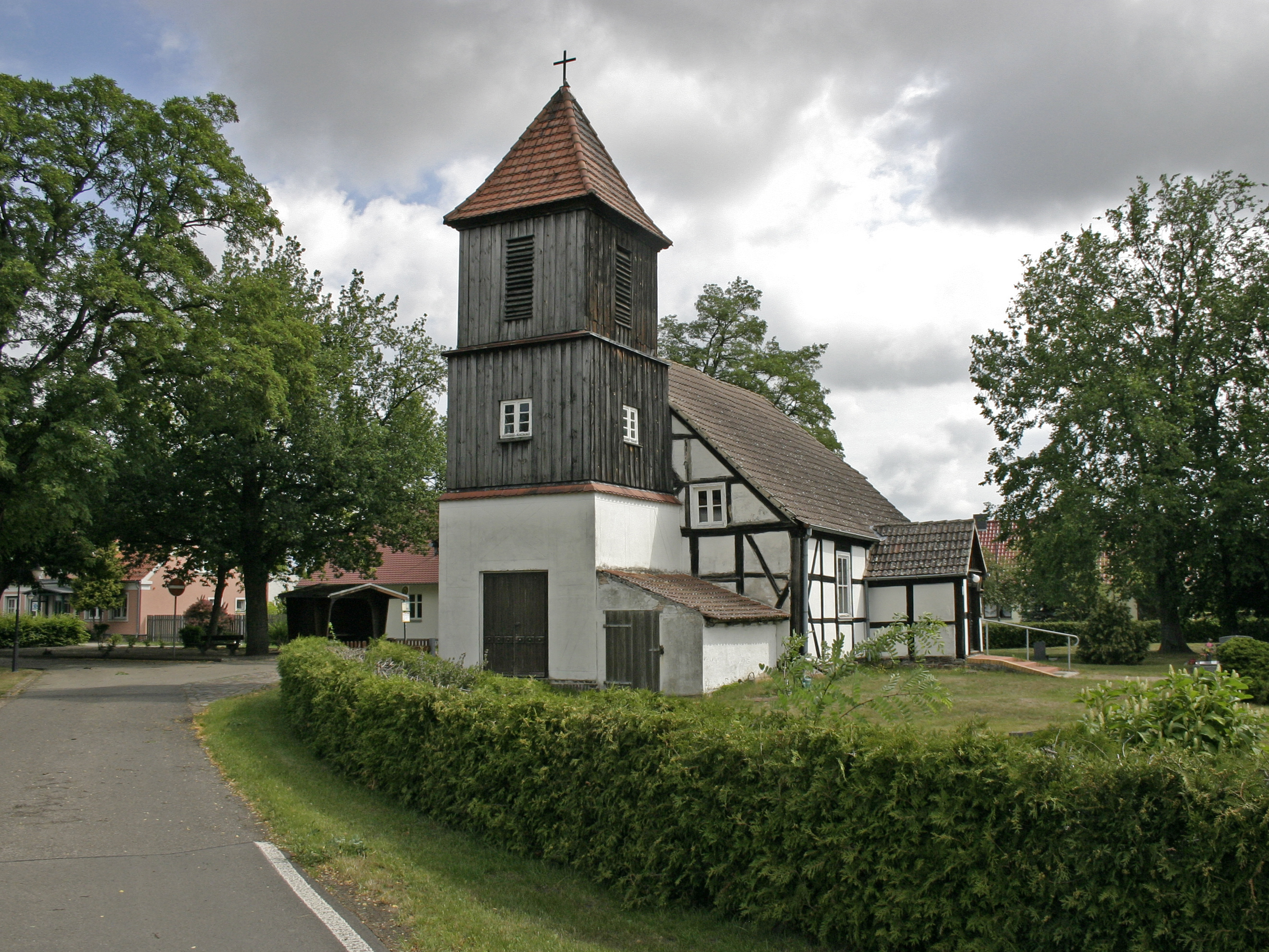
Dorfkirche Sietzing

- Die Dorfkirche Sietzing ist eine Fachwerkkirche mit einem quadratischen Westturm aus dem Jahr 1803. Die Inneneinrichtung wird im Dehio-Handbuch als „schlicht“ beschrieben und stammt aus der Bauzeit.[4] Sie liegt am Theodor-Fontane-Radweg.